# El lado femenino
El lado femenino es el nombre del segundo trabajo discográfico de Nacho Cano, Fue publicado en 1996. Según palabras del propio Cano, las canciones del disco fueron compuestas tratando de narrar las historias desde un enfoque femenino, de ahí su título. El álbum, recibió  buena aceptación por parte del público.
Para este trabajo, Nacho Cano contó con la colaboración de varias voces femeninas, seleccionadas en audición, eligiendo finalmente a Mercedes Ferrer, Denise Rivera y Gisela Renes. También intervienen en los coros Esmeralda Grao, Sol Pilas, Raquel Rinango y Ana Valeiras. El repertorio del álbum está conformado por diez temas, de los cuales dos son instrumentales, «El lado femenino» y «Al encuentro del alma», aunque este último tiene un pequeño fragmento cantado en francés por el coro de niños del Grupo Folclórico del Valle.
Del álbum se extrajeron cuatro singles: «Vivimos siempre juntos» el cual fue su canción en solitario más exitosa, «La trampa del corazón», «La suerte que viene y va» y «La fuente del amor».

## Grabación
Todas las canciones del álbum fueron compuestas, arregladas y producidas por Nacho Cano, que asimismo se ocupó de la programación ordenadores, ritmos, percusiones, sintetizadores, piano, guitarra y puso la voz principal en dos de los temas. También participaron los músicos Ángel Celada (batería acústica) Tony Carmona (guitarras eléctrica, española, acústica y de doce cuerdas), Javier Paxariño (flauta baja, saxo soprano, clarinete bajo y flauta de bambú), Iván Palmero (guitarra española) y Jason Hart (piano). También intervino el grupo de cuerda de Gavin Wright, encargándose de su arreglo Peter Hope y el propio Nacho Cano y de la orquestación Peter Hope, con Jason Hart como asistente.
El álbum fue grabado en los estudios Belzire Park y Cts de Londres por el ingeniero de grabación, y productor ejecutivo, Gugu Martínez, con las asistentes Mariví Zardaín y Mercedes Parra, y mezclado en los Ashram de Madrid por Rick Kerr y Nacho Cano, salvo los temas «Al encuentro del alma», mezclado por Luis Fernández Soria, y «El lado femenino», mezclado por este último y Gugu Martínez. El diseño es de R. Vigil, la fotografía de Javier Salas y la modelo que aparece en la portada y el videoclip es María Moreno (Chus) Cordobesa.
El disco está dedicado por Nacho Cano a su hermano Javier y en los agradecimientos figuran "Octavio, Pablo, Mayte, Hugo, Fernando, Emilia, Denise, Mariví, Juan, Mercedes, Jason, Carlos, Vicente y la gente de Tratos: A mi familia y a todo el equipo de Virgin por su confianza y apoyo. Gracias especiales a Gugu Martínez por las horas que le he robado de sueño y ser mi compañero en todas las batallas".

## Temas
1. «Vivimos siempre juntos» - 4:15
(voz principal: Mercedes Ferrer / coros: Mercedes y Nacho).
2. «La fuente del amor» - 3:43
(voz principal: Denise Rivera / coros: Denise y Nacho).
3. «Niño no nacido» - 3:58
(voz principal: Nacho Cano / coros: Denise Riviera y Sol Pilas).
4. «La trampa del corazón» - 5:18
(voz principal: Gisela Renes / segunda voz: Raquel Rinango / coros: Denis, Raquel, Gisela y Nacho).
5. «Planeta de los hombres» - 3:35
(voz principal: Mercedes Ferrer / coros: Mercedes Ferrer, Ana Valieras y Nacho Cano).
6. «Al encuentro del alma (Instrumental)» - 4:03
(fragmento de coro de niños: Grupo Folklórico del Valle)
7. «Cuánta historia» - 4:13
(Voz principal: Gisela Renes / segunda voz: Nacho Cano / coros: Raquel, Denise y Gisela).
8. «La suerte que viene y va» - 3:18
(voces y coros: Denise Rivera, Esmeralda Cayuelas Grao, Sol Pilas y Nacho Cano).
9. «De las ruinas el dolor» - 4:38
(voz principal: Nacho Cano / coros: Sol, Esmeralda y Denise.).
10. «El lado femenino (Instrumental)» - 4:33

## Otras ediciones y versiones
El lado femenino también se editó en inglés para Europa y Japón, con el nombre de The Feminine Side bajo el sello discográfico Virgin, con la adaptación y traducción de las letras a cargo de Jason Hart. Incluye «El patio» y «The Dance Teacher ("El Profesor de Danza")», de su anterior trabajo.
De igual manera, Virgin Benelux B.V. publica para Francia Côté Femme, incluyendo cuatro versiones en francés «Amour sans fin "Vivimos siempre juntos"» cantada por Mercedes Ferrer, «La source "La fuente del amor"» interpretada por Denise Rivera, «Le dédale des sentiments "La trampa del corazón"» con la voz de Gisela Renes y «Ça va... ça vient "La suerte que viene y va"» cantada por Denise Rivera, Esmeralda Cayuelas Grao, Sol Pilas y el propio Nacho Cano.

## Sencillos y maxisencillos
- Vivimos siempre juntos (CD sencillo promocional).
- La trampa del corazón (CD sencillo promocional)
- La trampa del corazón (Tibet dream versión - Remix versión) 6:12 / La trampa del corazón (Psico dream versión) 4:14 (Maxisencillo y CD sencillo). "Special remixes by Alex Ber Project".
- La trampa del corazón 5:10 / La trampa del corazón (versión radio edit) 4:27 / La trampa del corazón (remix versión) 6:12 (CD sencillo). "Special remixes by Alex Ber Project". Edición para México.
- La suerte que viene y va (CD sencillo promocional)
- La fuente del amor (CD sencillo promocional)

- Datos: Q5825504